# شول كريك
شول كريك (بالإنجليزية: Shoal Creek)‏ هي مدينة أمريكية تقع في ولاية ألاباما.ويبلغ عدد سكانها 1400 نسمة حسب إحصاء سنة 2010 م.